# Grand Prix-wegrace van België 1955
De Grand Prix-wegrace van België 1955 was de vijfde Grand Prix van wereldkampioenschap wegrace in het seizoen 1955. De races werden verreden op 3 juli op het Circuit de Spa-Francorchamps nabij Malmedy. In België kwamen drie klassen aan de start: 500 cc, 350 cc en de zijspanklasse.

## Algemeen

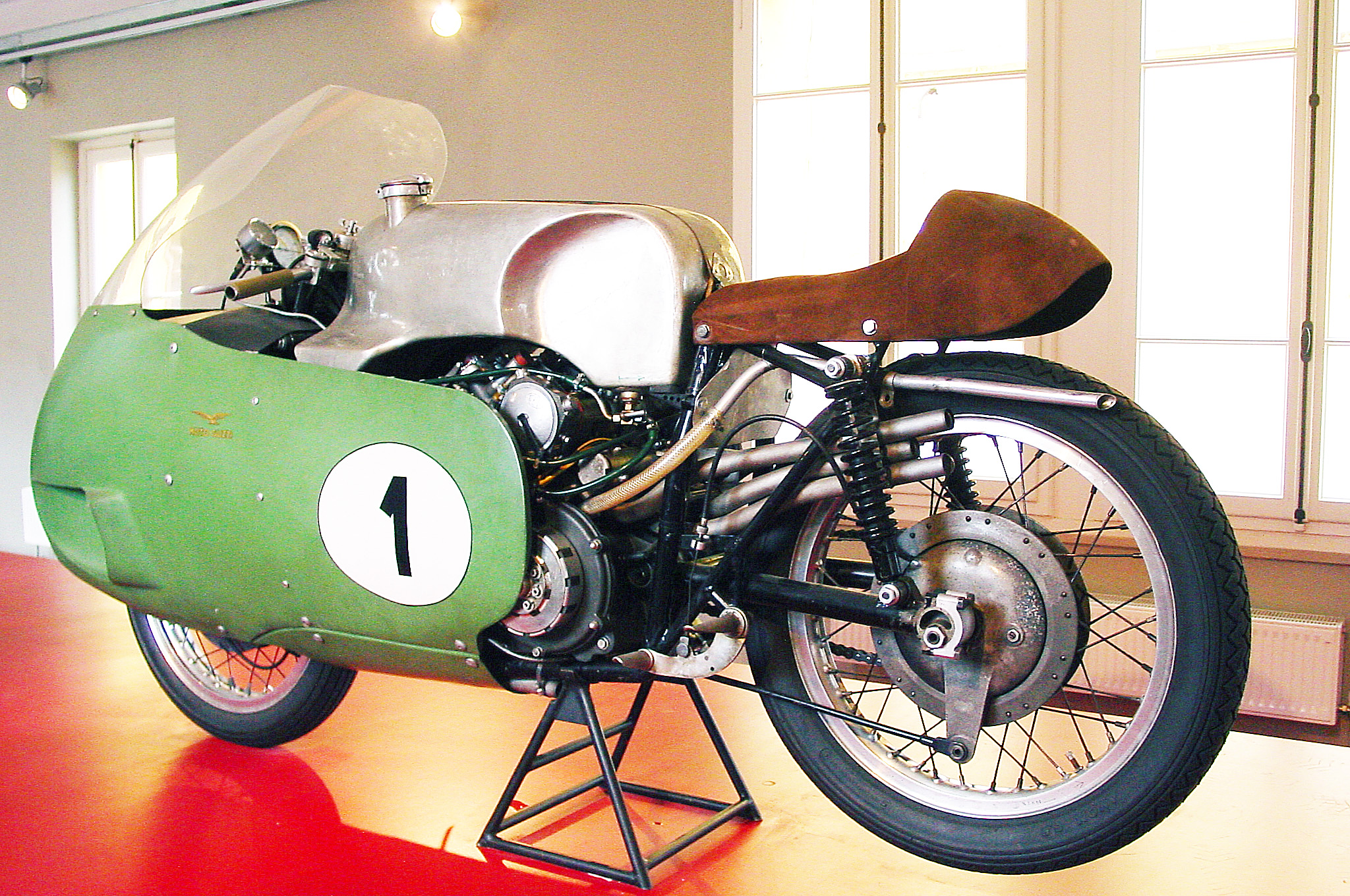
De Moto Guzzi V8 debuteerde tijdens de trainingen in Spa-Francorchamps, maar werd in de race niet gebruikt.

Het meest spectaculair in de Belgische Grand Prix was wellicht het optreden van Duilio Agostini in de trainingen. Na veel geruchten, vooral door teamchef Fergus Anderson de wereld ingestuurd, bleek dat de nieuwe 500cc-Moto Guzzi een V8 was. Zo kon het publiek in elk geval tijdens de trainingen het unieke achtcilinder-geluid horen, want in de race kwam de Moto Guzzi Otto Cilindri niet aan de start. Het team van Moto Guzzi was bepaald niet op volle sterkte verschenen. Naast Agostini, logischerwijs aanwezig omdat hij de testrijder van de V8 was, reed manager Anderson ook weer eens mee. Hij liet Ken Kavanagh thuis. Bill Lomas startte alleen in de 350cc-race en Dickie Dale was mogelijk nog steeds geblesseerd. Gilera trad juist op volle sterkte aan. Behalve de "normale" fabriekscoureurs kreeg Pierre Monneret zijn tweede kans met de Gilera 500 4C en werd ook de Belg Léon Martin van een dergelijke machine voorzien. Alleen Libero Liberati ontbrak, zoals meestal omdat hij zich moest concentreren op het kampioenschap van Italië. MV Agusta stuurde alleen Carlo Bandirola (derde in het wereldkampioenschap) en Tito Forconi, maar zij vielen beiden uit. In de 350cc-klasse deed August Hobl het opnieuw goed met de door Helmut Görg en ingenieur Dörner helemaal vernieuwde DKW RM 350, maar Bill Lomas breidde zijn voorsprong in het klassement weer verder uit. BMW was oppermachtig in de zijspanklasse.

## 500cc-klasse
De beide kopmannen van Gilera, Geoff Duke en Reg Armstrong, vielen allebei uit, maar hun voorsprong in het WK werd niet bedreigd. Ondanks dat stonden er toch drie Gilera-rijders op het erepodium. Giuseppe Colnago als vaste fabrieksrijder voor de gastrijders Pierre Monneret en Léon Martin. Duilio Agostini werd vierde, mogelijk met een Moto Guzzi Monocilindrica 500, maar waarschijnlijker met een Quattro Cilindri.
| Pos | Coureur           | Merk       | Tijd      | Punten |
| --- | ----------------- | ---------- | --------- | ------ |
| 1   | Giuseppe Colnago  | Gilera     | 1:10"51'1 | 8      |
| 2   | Pierre Monneret   | Gilera     | +43'8     | 6      |
| 3   | Léon Martin       | Gilera     | +2"35'6   | 4      |
| 4   | Duilio Agostini   | Moto Guzzi | +2"38'2   | 3      |
| 5   | Auguste Goffin    | Norton     | +5"00'6   | 2      |
| 6   | John Storr        | Norton     | +1 ronde  | 1      |
| 7   | Jack Ahearn       | Norton     | +1 ronde  |        |
| 8   | Lawrence Aislabie | Norton     | +1 ronde  |        |
| 9   | Robert Matthews   | Norton     | +1 ronde  |        |
| 10  | Edouard Texidor   | Norton     | +1 ronde  |        |
| 11  | Bob Brown         | Matchless  | +1 ronde  |        |
| 12  | John Hempleman    | Norton     | +1 ronde  |        |
| 13  | Philip Heath      | Norton     | +1 ronde  |        |
| 14  | Peter Davey       | Norton     | +1 ronde  |        |
| 15  | Arthur Wheeler    | Matchless  | +1 ronde  |        |
| 16  | Eddie Grant       | Norton     | +1 ronde  |        |
| 17  | Frederick Cook    | Norton     | +1 ronde  |        |

| Coureur           | Merk       | Oorzaak    |
| ----------------- | ---------- | ---------- |
| Tony McAlpine     | BMW        |            |
| Pierre Nicholas   | Norton     | Val        |
| Fernando Aranda   | Norton     |            |
| Javier de Ortueta | Norton     |            |
| Fergus Anderson   | Moto Guzzi |            |
| Geoff Duke        | Gilera     | Mechanisch |
| Reg Armstrong     | Gilera     |            |
| Alfredo Milani    | Gilera     |            |
| Carlo Bandirola   | MV Agusta  |            |
| Tito Forconi      | MV Agusta  |            |
| Bill Collett      | Matchless  | Val        |

| Coureur           | Merk       | Oorzaak |
| ----------------- | ---------- | ------- |
| Ken Kavanagh      | Moto Guzzi |         |
| Firmin Dauwe      | Norton     |         |
| Ernst Riedelbauch | BMW        |         |
| Walter Zeller     | BMW        |         |
| Jacques Collot    | Norton     |         |
| Bill Lomas        | Moto Guzzi |         |
| Bob McIntyre      | Norton     |         |
| Derek Ennett      | Matchless  |         |
| Dickie Dale       | Moto Guzzi |         |
| Jack Brett        | Norton     |         |
| John Clark        | Matchless  |         |
| John Hartle       | Norton     |         |
| Libero Liberati   | Gilera     |         |
| Nello Pagani      | MV Agusta  |         |
| Orlando Valdinoci | Gilera     |         |
| Umberto Masetti   | MV Agusta  |         |
| Drikus Veer       | Gilera     |         |
| Peter Murphy      | Matchless  |         |

### Top tien tussenstand 500cc-klasse
| Pos | Coureur          | Merk       | Ptn |
| --- | ---------------- | ---------- | --- |
| 1   | Geoff Duke       | Gilera     | 24  |
| 2   | Reg Armstrong    | Gilera     | 18  |
| 3   | Carlo Bandirola  | MV Agusta  | 10  |
| 3   | Giuseppe Colnago | Gilera     | 10  |
| 5   | Umberto Masetti  | MV Agusta  | 7   |
| 6   | Libero Liberati  | Gilera     | 6   |
| 6   | Walter Zeller    | BMW        | 6   |
| 6   | Pierre Monneret  | Gilera     | 6   |
| 9   | Tito Forconi     | MV Agusta  | 4   |
| 9   | Ken Kavanagh     | Moto Guzzi | 4   |
| 9   | Léon Martin      | Gilera     | 4   |

## 350cc-klasse

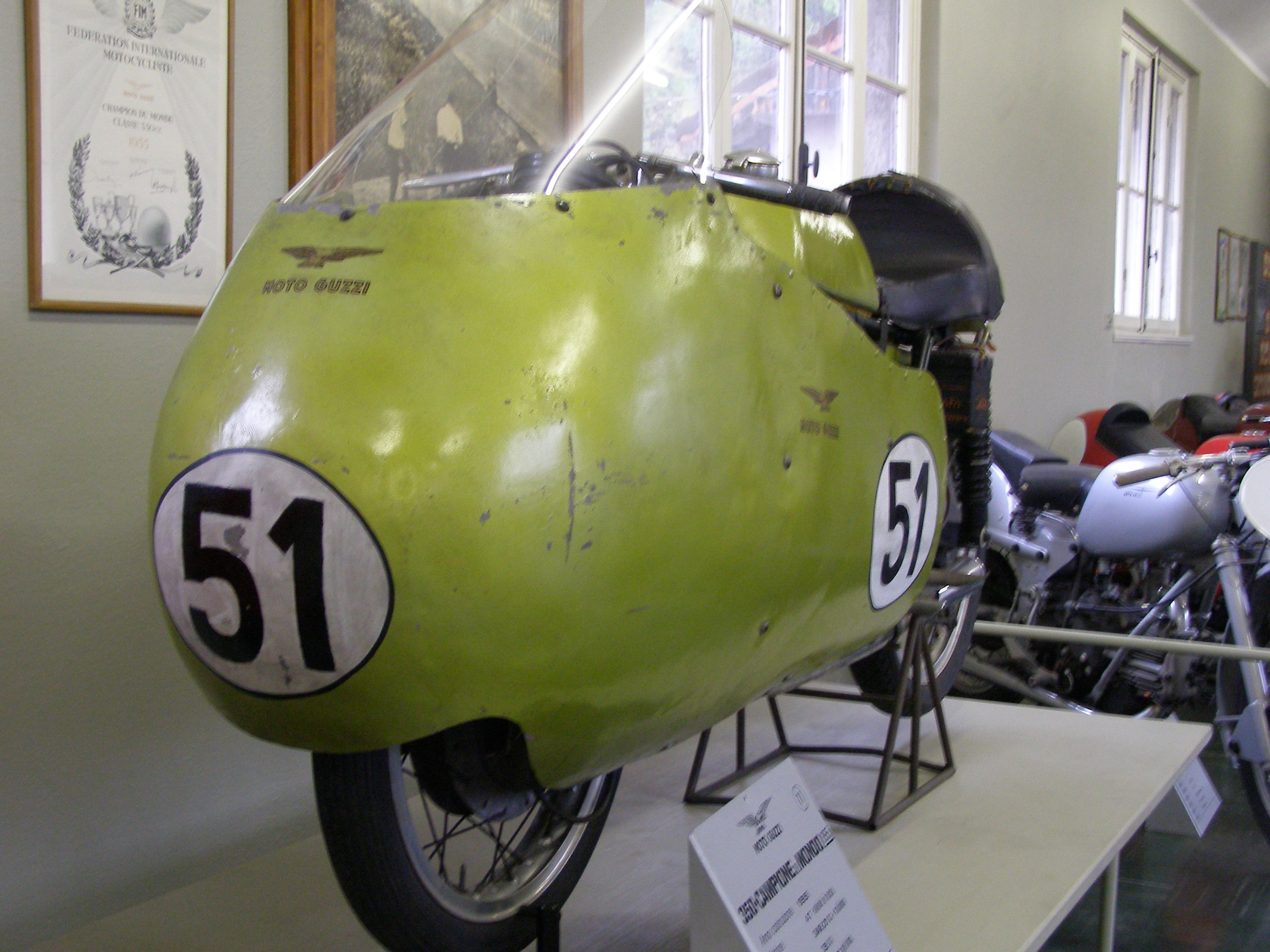
Bill Lomas won zijn derde Grand Prix met de Moto Guzzi Monocilindrica 500.

Bill Lomas hoefde niet aan te treden voor zijn eigenlijke werkgever MV Agusta, want daarvoor reed hij alleen in de 125- en de 250cc-klasse. Moto Guzzi had hem aangetrokken als vervanger van de geblesseerde Dickie Dale, maar Lomas won nu al zijn derde Grand Prix voor het merk. August Hobl was de enige die hem nog enigszins kon volgen: hij finishte 15 seconden achter Lomas, maar twee minuten voor Keith Campbell, Cecil Sandford en Roberto Colombo.
| Pos | Coureur            | Merk       | Tijd      | Punten |
| --- | ------------------ | ---------- | --------- | ------ |
| 1   | Bill Lomas         | Moto Guzzi | 54"47'7   | 8      |
| 2   | August Hobl        | DKW        | +14'9     | 6      |
| 3   | Keith Campbell     | Moto Guzzi | +2"14'2   | 4      |
| 4   | Cecil Sandford     | Moto Guzzi | +2"27'6   | 3      |
| 5   | Roberto Colombo    | Moto Guzzi | +2"32'8   | 2      |
| 6   | Hans Bartl         | DKW        | +2"57'7   | 1      |
| 7   | Hans Baltisberger  | NSU        | +3"19'6   |        |
| 8   | Auguste Goffin     | Norton     | +4"15'0   |        |
| 9   | Jack Ahearn        | Norton     | +4"35'6   |        |
| 10  | Jules Nies         | Norton     | +1 ronde  |        |
| 11  | Bob Brown          | AJS        | +1 ronde  |        |
| 12  | John Hempleman     | Norton     | +1 ronde  |        |
| 13  | Tommy Wood         | Norton     | +1 ronde  |        |
| 14  | Eric Houseley      | AJS        | +1 ronde  |        |
| 15  | Arthur Wheeler     | AJS        | +1 ronde  |        |
| 16  | Frederick Cook     | AJS        | +1 ronde  |        |
| 17  | Bob Matthews       | Velocette  | +1 ronde  |        |
| 18  | Edouard Texidor    | AJS        | +1 ronde  |        |
| 19  | Pierrot Vervroegen | Norton     | +1 ronde  |        |
| 20  | A. Van Fleteren    | AJS        | +2 ronden |        |
| 21  | Francis Flahaut    | Norton     |           |        |

| Coureur           | Merk       |
| ----------------- | ---------- |
| Ken Kavanagh      | Moto Guzzi |
| Maurice Quincey   | Norton     |
| Karl Hofmann      | DKW        |
| Jacques Collot    | Norton     |
| Bob McIntyre      | Norton     |
| Dickie Dale       | Moto Guzzi |
| John Hartle       | Norton     |
| John Surtees      | Norton     |
| Duilio Agostini   | Moto Guzzi |
| Enrico Lorenzetti | Moto Guzzi |
| Peter Murphy      | AJS        |

### Top tien tussenstand 350cc-klasse
| Pos | Coureur         | Merk       | Ptn |
| --- | --------------- | ---------- | --- |
| 1   | Bill Lomas      | Moto Guzzi | 24  |
| 2   | August Hobl     | DKW        | 12  |
| 3   | Cecil Sandford  | Moto Guzzi | 10  |
| 4   | Duilio Agostini | Moto Guzzi | 8   |
| 5   | John Surtees    | Norton     | 7   |
| 6   | Dickie Dale     | Moto Guzzi | 6   |
| 6   | Bob McIntyre    | Norton     | 6   |
| 6   | Roberto Colombo | Moto Guzzi | 6   |
| 9   | Keith Campbell  | Norton     | 4   |
| 10  | Auguste Goffin  | Norton     | 3   |

## Zijspanklasse
De overwinning van de combinatie Wilhelm Noll/Fritz Cron bracht een beetje spanning in de WK-stand terug, maar alleen om de tweede plaats. Willi Faust/Karl Remmert hielden dankzij hun tweede plaats, slechts 1 seconde achter de winnaars, de schade beperkt en behielden een grote voorsprong in de stand. Walter Schneider/Hans Strauß werden derde. Opmerkelijk was dat de eer van Norton moest worden verdedigd door privérijders, waarvan alleen Jacques Drion en Inge Stoll een punt scoorden.
| Pos | Coureur            | Bakkenist          | Merk      | Tijd     | Punten |
| --- | ------------------ | ------------------ | --------- | -------- | ------ |
| 1   | Wilhelm Noll       | Fritz Cron         | BMW       | 38"21'2  | 8      |
| 2   | Willi Faust        | Karl Remmert       | BMW       | +1'1     | 6      |
| 3   | Walter Schneider   | Hans Strauß        | BMW       | +47'3    | 4      |
| 4   | Julien Deronne     | Bruno Leys         | BMW       | +1"16'0  | 3      |
| 5   | Pip Harris         | Ray Campbell       | Matchless | +1"38'2  | 2      |
| 6   | Jacques Drion      | Inge Stoll-Laforge | Norton    | +1"55'0  | 1      |
| 7   | Jean Murit         | Francis Flahaut    | BMW       | +2"40'4  |        |
| 8   | Florian Camathias  | Maurice Büla       | BMW       | +3"08'7  |        |
| 9   | Marcel Masuy       | Onbekend           | Norton    | +4"22'5  |        |
| 10  | Pierrot Vervroegen | Raymond Bogaerdt   | Norton    | +6"30'5  |        |
| 11  | Rausens            | Onbekend           | Norton    | +1 ronde |        |
| 12  | Gobel              | Onbekend           | Norton    | +1 ronde |        |
| 13  | Eric Oliver        | Les Nutt           | Norton    | +1 ronde |        |

| Coureur     | Bakkenist      | Merk   | Oorzaak |
| ----------- | -------------- | ------ | ------- |
| Cyril Smith | Stanley Dibben | Norton |         |

| Coureur       | Bakkenist              | Merk   |
| ------------- | ---------------------- | ------ |
| Bob Mitchell  | Max George             | Norton |
| Roland Benz   | Jakob Kuchler          | Norton |
| Fritz Seeber  | Franz Heiß             | BMW    |
| Rudolf Koch   | Christian Wirth        | BMW    |
| Bill Boddice  | William Storr          | Norton |
| Eric Oliver   | Eric Bliss en Les Nutt | Norton |
| Ernie Walker  | Dun Roberts            | Norton |
| Frank Taylor  | Ron Taylor             | Norton |
| Jackie Beeton | Charles Billingham     | Norton |
| Ernesto Merlo | Dino Magri             | Gilera |
| Henk Steman   | Mappie de Haas         | BMW    |

### Top tien tussenstand zijspanklasse
| Pos | Coureur          | Bakkenist                       | Merk      | Ptn |
| --- | ---------------- | ------------------------------- | --------- | --- |
| 1   | Willi Faust      | Karl Remmert                    | BMW       | 22  |
| 2   | Walter Schneider | Hans Strauß en Manfred Grunwald | BMW       | 16  |
| 3   | Wilhelm Noll     | Fritz Cron                      | BMW       | 14  |
| 4   | Bill Boddice     | William Storr                   | Norton    | 6   |
| 4   | Cyril Smith      | Stanley Dibben                  | Norton    | 6   |
| 4   | Pip Harris       | Ray Campbell                    | Matchless | 6   |
| 7   | Eric Oliver      | Eric Bliss en Les Nutt          | Norton    | 4   |
| 7   | Jacques Drion    | Inge Stoll-Laforge              | Norton    | 4   |
| 9   | Jackie Beeton    | Charles Billingham              | Norton    | 3   |
| 9   | Rudolf Koch      | Christian Wirth                 | BMW       | 3   |
| 9   | Julien Deronne   | Bruno Leys                      | BMW       | 3   |

1921 · 1922 · 1923 · 1924 · 1925 · 1926 · 1927 · 1928 · 1929 · 1930 · 1931 · 1932 · 1933 · 1934 · 1935 · 1936 · 1937 · 1938 · 1939 · 1947 · 1948 · 1949 · 1950 · 1951 · 1952 · 1953 · 1954 · 1955 · 1956 · 1957 · 1958 · 1959 · 1960 · 1961 · 1962 · 1963 · 1964 · 1965 · 1966 · 1967 · 1968 · 1969 · 1970 · 1971 · 1972 · 1973 · 1974 · 1975 · 1976 · 1977 · 1978 · 1979 · 1980 · 1981 · 1982 · 1983 · 1984 · 1985 · 1986 · 1988 · 1989 · 1990